# Marcia Cross
Marcia Cross (25. marts 1962) er en amerikansk skuespillerinde, der blandt andet har medvirket i populære serier som Melrose Place og Desperate Housewives.

## Tidligt liv
Cross blev født i Marlborough i Massachusetts og er af britisk og irsk afstamning. Hun har en kandidat i psykologi fra Antioch University Los Angeles, som hun fik i 1977.

## Karriere
Allerede i 1984 spillede cross med i sæbeoperaen The Edge of Night. Efter nogle TV film arbejdede hun i The Last Days of Frank and Jesse James (1986) sammen med kendte stjerner som Johnny Cash, June Carter Cash og Kris Kristofferson.
I 1992 medvirkede hun i serien Melrose Place i rollen som Dr. Kimberly Shaw.
Hun har desuden medvirket i Seinfeld og et enkelt afsnit af Sams Bar, hvor hun spillede Susan Howe, den yngre søster til Rebecca Howe (Kirstie Alley).
I Desperate Housewives spiller hun den perfekte husmor Bree, der i starten betragtes som den perfekte kone og mor af alle – på nær hendes egen familie. Hun har været nomineret til adskillige filmpriser for rollen, heriblandt Emmy Awards, Golde Globe og Screen Actors Guild Awards. Hun modtog en Satellite Award for den anden sæson af serien.

## Privatliv
Cross var i mange år gift med Richard Jordan, der var 25 år ældre end hende. Han døde af en hjernesvulst i 1993. Hun blev gift med børsmægleren Tom Mahoney i 2006, og kort efter brylluppet blev hun kunstigt befrugtet. I februar 2007 fødte hun tvillingedøtrene Eden og Savannah, kort før sin 45-års fødselsdag.